# Елена Койчева
Елена Койчева е български музикант – органист, пианист и музиковед.

## Биография
Родена е на 15 септември 1954 г. в Плевен. Завършва Средното музикално училище „Панайот Пипков“ със специалност „Пиано“. След това следва в Националната музикална академия „Проф. Панчо Владигеров“, където завършва „Музикознание“ със специалност „Полифония“.
Прави теоретични изследвания и създава статии по въпросите за канона и фугата. След завършването си постъпва в класа по орган на проф. Волфганг Шетелих, Томаскантор проф. Йоханес Кестнер в Лайпциг, Германия. На VI международен конкурс „Йохан Себастиан Бах“ през 1980 г. печели медал и поощрителна премия. Концертира успешно в катедралата „Св. Тома“ в Лайпциг.
В периода 1980 г. – 1986 г. посещава майсторски курсове в Германия, Париж, Чехия и Лихтенщайн, където работи с известните органисти Й. Е. Кьолер, М. Радулеску и М. Шлехта. През това време концертира успешно в Лихтенщайн, Братислава, Киев, Рига и София.
От 1981 г. работи с брас колегиума с ръководител Йордан Кожухаров на Софийската държавна филхармония, като концертира успешно с М. Минчев, Л. Ошавкова и певицата Росица Тренкова. Дава самостоятелни концерти в концертна зала „България“. От 1986 до 1993 г. работи като пианист и органист в Берлин. Към 2016 е преподавателка по хармония и полифония в Националното училище за фолклорни изкуства в Широка лъка.
През 2001 г. издава компакт диск „Rodopska fantazia“ с бавни родопски народни песни с полифоничен аранжимент и орган.
Според някои критици Койчева владее виртуозно органната техника и има „фин, интелигентен, прецизен изпълнителски почерк“

## Теоретични статии
- Някои особености в полифоничното и тонално изграждане на цикъла „Ludus tonalis“ П. Хиндемит – Музикални хоризонти, кн. 4/1978 г.
- За някои реставрирани принципи на Баховата канонична техника – Година V 1981 г. книга 4, БАН